# Хосе Фігероа Алькорта
Хосе́ Фігеро́а Алько́рта (ісп. José Figueroa Alcorta; *20 листопада 1860 — †27 грудня 1931) — аргентинський адвокат і політик, президент Аргентини з 12 березня 1906 року по 12 жовтня 1910 року.

## Біографія
Народився в Кордові, Аргентина. Займався адвокатською практикою. Почав політичну кар'єру депутатом законодавчих зборів Кордови, 1895 року став губернатором провінції Кордова. 1898 був обраний до лав Конгресу Аргентини, обіймав посаду сенатора до 1903 року. 1904 став віцепрезидентом Аргентини, а 1906 змінив президента Мануеля Кінтану, обіймав ту посаду до 1910 року.